# Palacio Strozzi

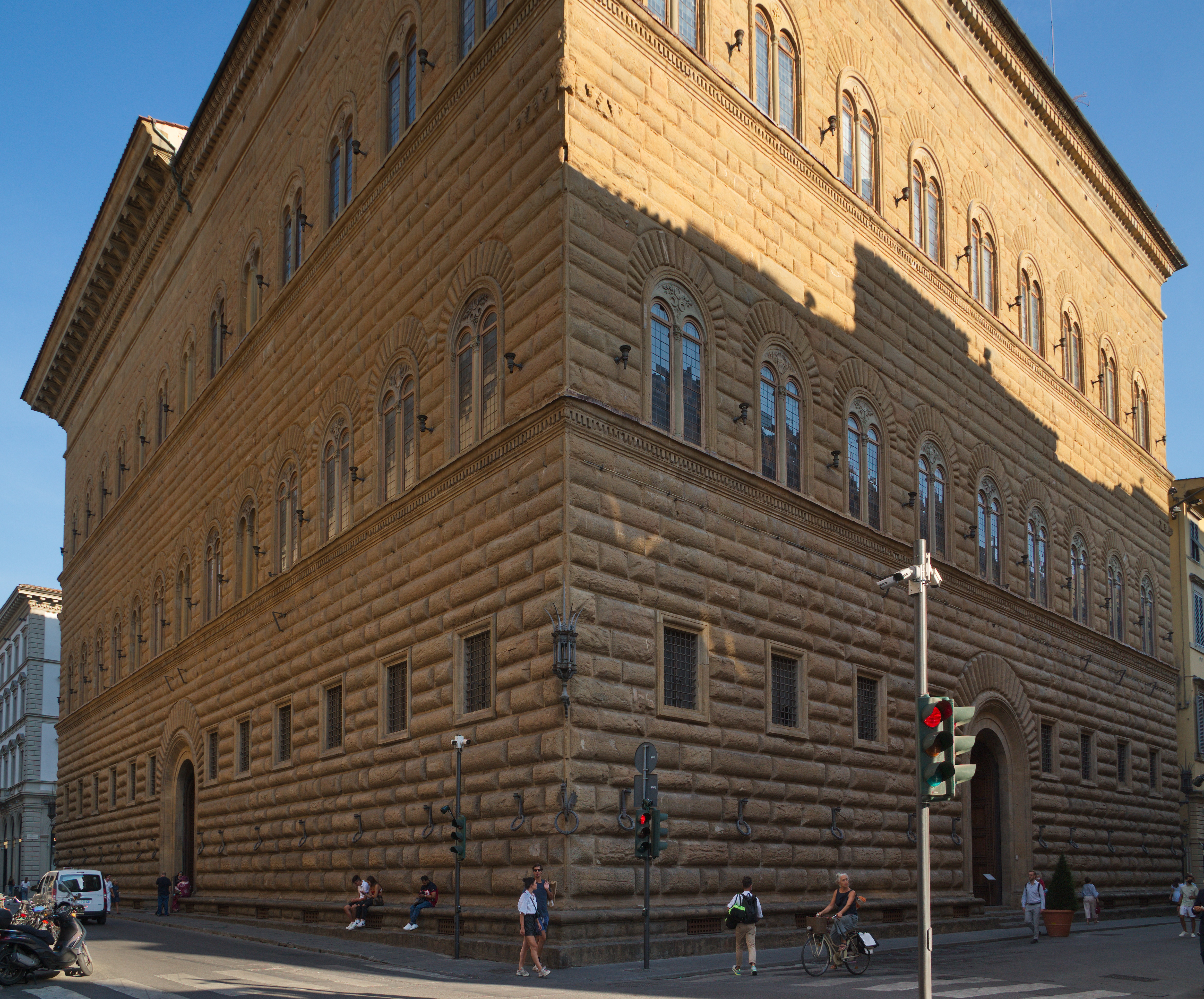
El imponente Palacio Strozzi, fachada norte y oeste

El Palazzo Strozzi es un gran edificio renacentista que se encuentra en el centro histórico de Florencia, Italia, entre las homónimas Via Strozzi y Piazza Strozzi, y la Via Tornabuoni.

## Historia

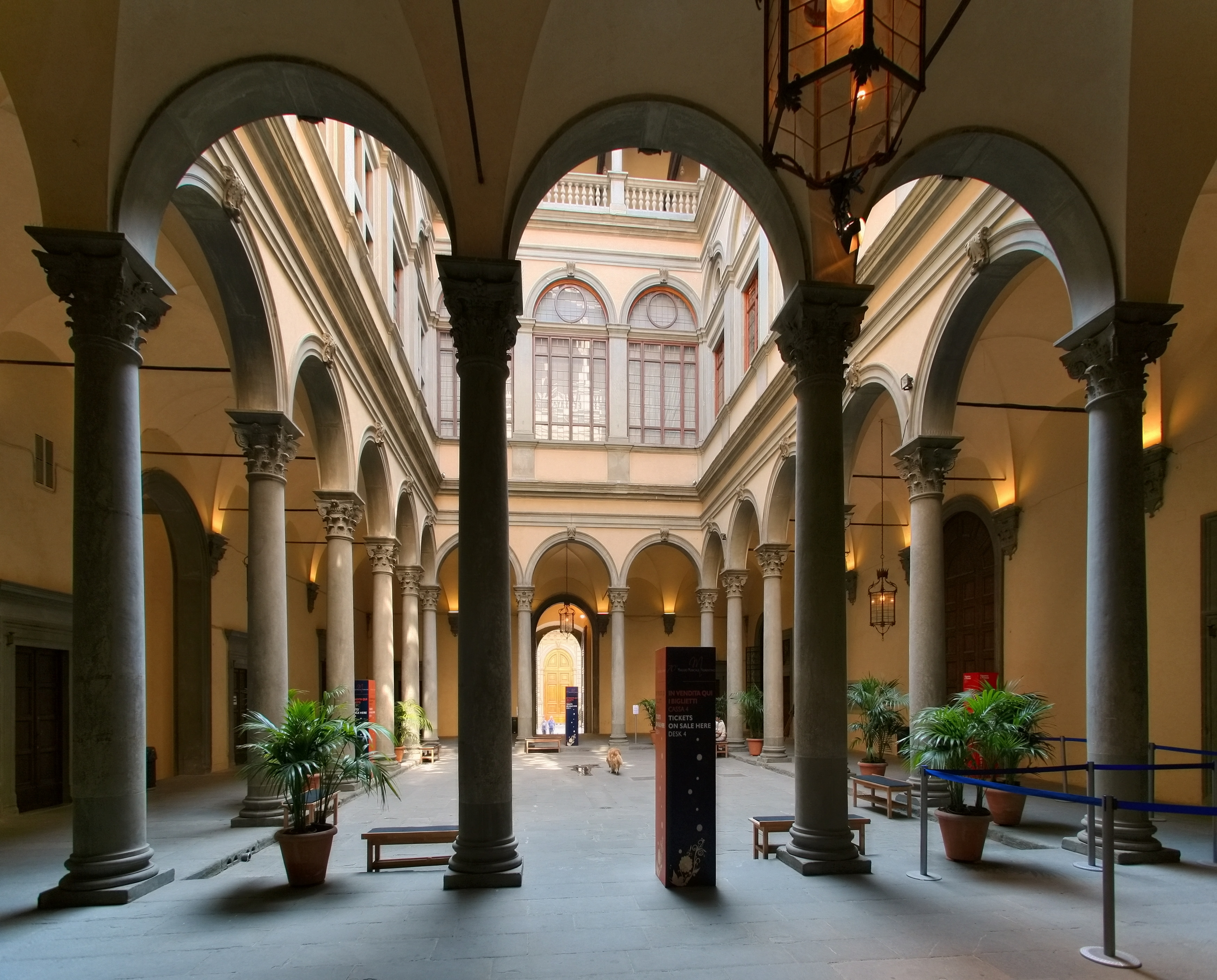
Patio interior

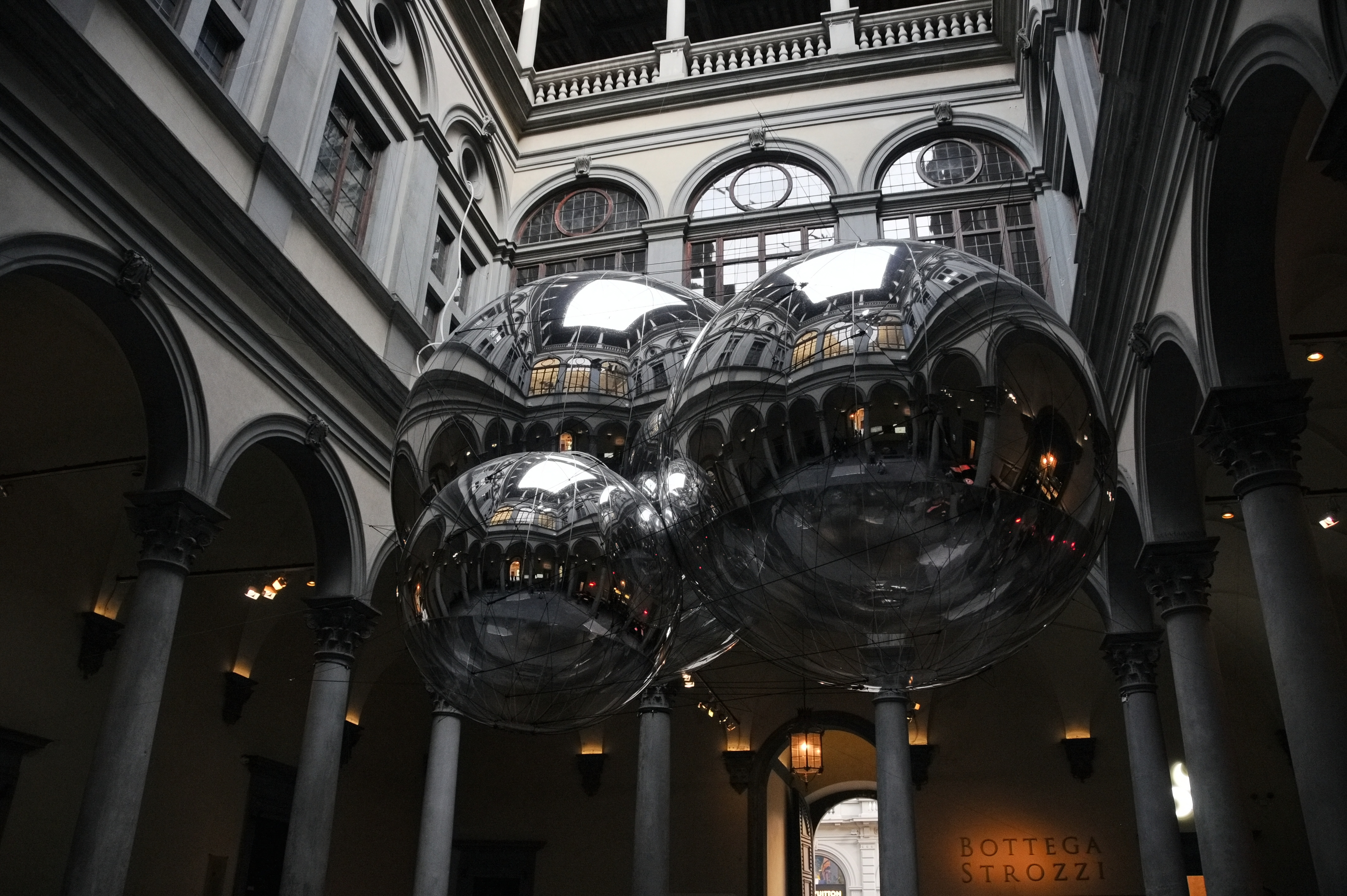
Exposición de arte en el patio interior

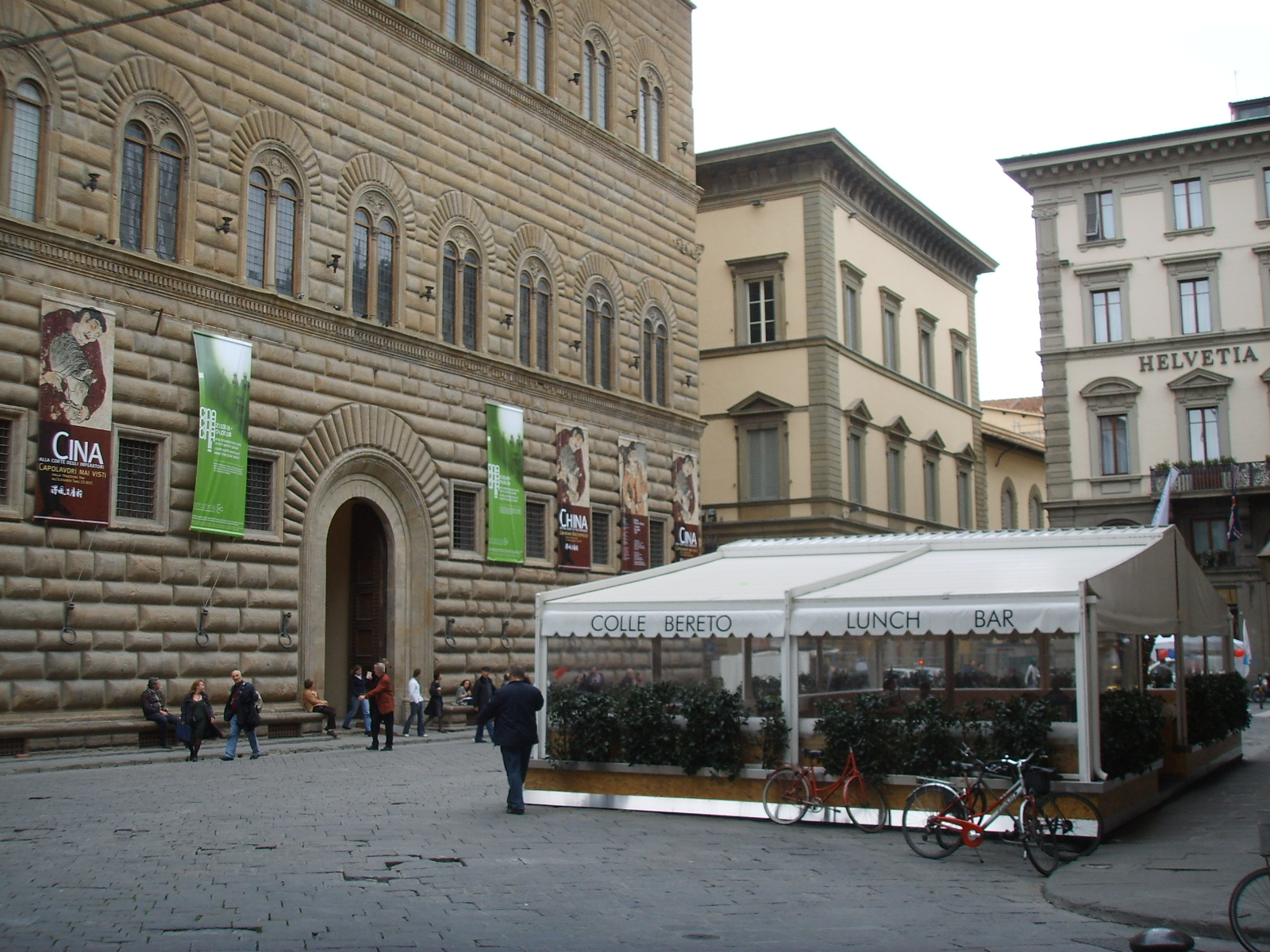
La plaza

La construcción del palacio fue iniciada en 1489 por Benedetto da Maiano, para Filippo Strozzi el viejo, un rival de los Médici que había regresado a la ciudad en noviembre de 1466 y deseaba el palacio más magnífico para afirmar la continuidad de la prominencia de su familia y, quizás para algo más importante, para realizar una declaración política de su propio estatus. Un gran número de otros edificios fueron adquiridos durante la década de 1470, que serían demolidos para proporcionar suficiente espacio para la nueva construcción. Giuliano da Sangallo realizó un modelo en madera del diseño del nuevo edificio. Filippo Strozzi murió en 1491, mucho antes de la finalización de la construcción en 1538. El duque Cosme I de Médici lo confiscó ese mismo año, no devolviéndoselo a la familia Strozzi hasta treinta años después.
El palacio se encuentra frente a la histórica Via de' Tornabuoni.

## Descripción
El Palacio Strozzi es un ejemplo de arquitectura civil, con su revestimiento de piedra rústica, inspirada en el estilo de la fachada del Palacio Médici Riccardi, pero con proporciones más armoniosas. A diferencia del Palacio Médici, ubicado en una esquina y, por lo tanto, con solo dos lados, este edificio, rodeado por calles en sus cuatro costados, es una estructura exenta. Esto planteó un problema inédito en la arquitectura renacentista, dado el deseo de simetría interna en la planificación: cómo integrar el eje transversal. La planta del Palacio Strozzi es rigurosamente simétrica en sus dos ejes, con escalas claramente diferenciadas en sus salas principales.
El palacio tiene ventanas pareadas con parteluz (bíforas). Los arcos están orlados con dovelas radiales, que aumentan de longitud a medida que ascienden hacia la clave, un detalle que se copió ampliamente en las ventanas rematadas con arcos de medio punto en los paramentos formados con bloques almohadillados empleados en el Renacimiento. Su cornisa formando un amplio voladizo es típica de los palacios florentinos de la época.
Simone del Pollaiolo (il Cronaca), quien estuvo a cargo de la construcción del palacio hasta 1504, lo dejó inacabado. También obra de Cronaca es el cortile o patio central rodeado por una arcada, inspirado en un diseño original de Michelozzo.
Son famosos los objetos de hierro forjado conocidos como herrajes que adornan el edificio. Muchos de estos elementos, como las astas de las banderas y los soportes para antorchas, enganches, linternas y apliques, decoran el exterior del palacio y sus esquinas, además de satisfacer las necesidades funcionales de la época. Todos estos elementos de forja del edificio fueron creados por Niccolo Grosso, conocido como Il Caparra.
El palacio fue la residencia de la familia Strozzi hasta 1937, cuando sufrió importantes modificaciones tras ser ocupado por el Instituto Nacional de Seguros. Cedido por la entidad aseguradora al Estado Italiano en 1999, alberga actualmente el Instituto de Estudios Humanistas y la Fondazione Palazzo Strozzi. El Gabinetto G.P. Viesseux y el Instituto de Estudios del Renacimiento también lo han ocupado desde 1940. Actualmente, el palacio se utiliza para exposiciones internacionales, como desfiles de moda y otros eventos culturales y artísticos, como "Cézanne en Florencia, Dos Coleccionistas y la Exposición del Impresionismo de 1910". Aquí también se encuentran las sedes del Instituto Nacional del Renacimiento y del famoso Gabinetto Vieusseux, junto con la biblioteca y la sala de lectura.

## Galería fotográfica

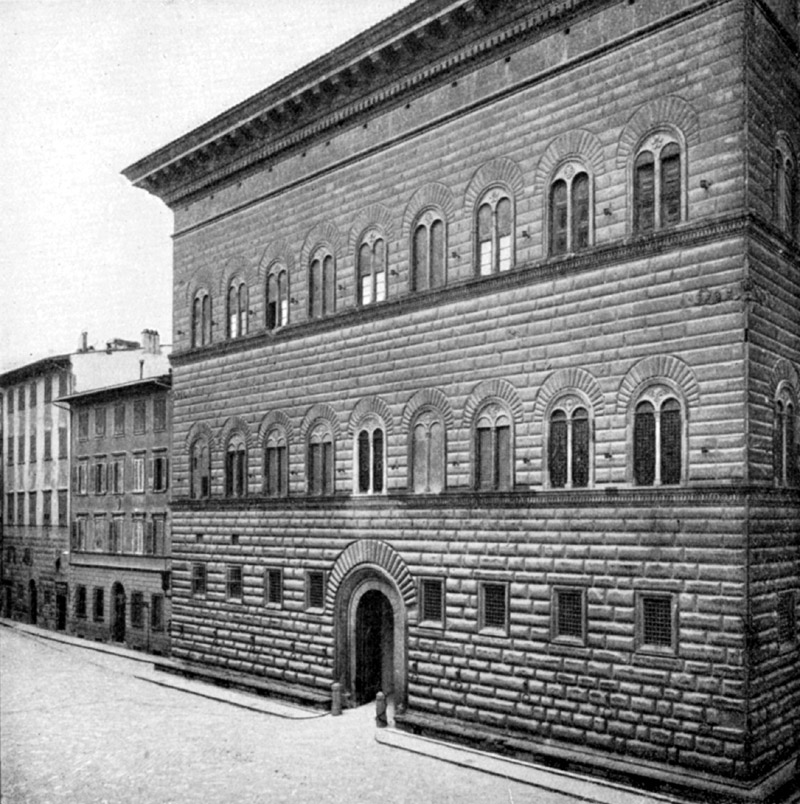
La fachada sobre la Plaza Strozzi en una foto de época.
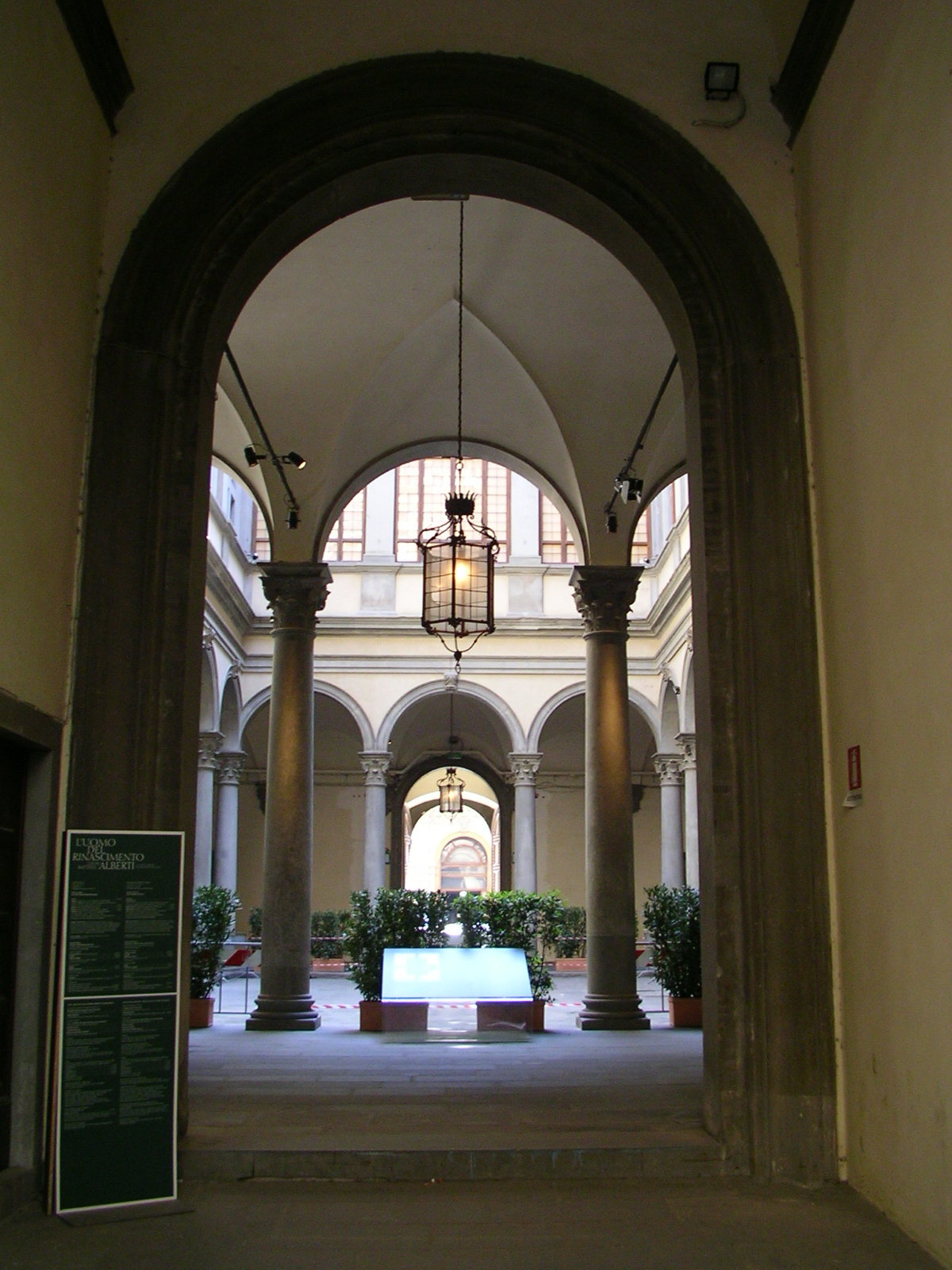
El patio.
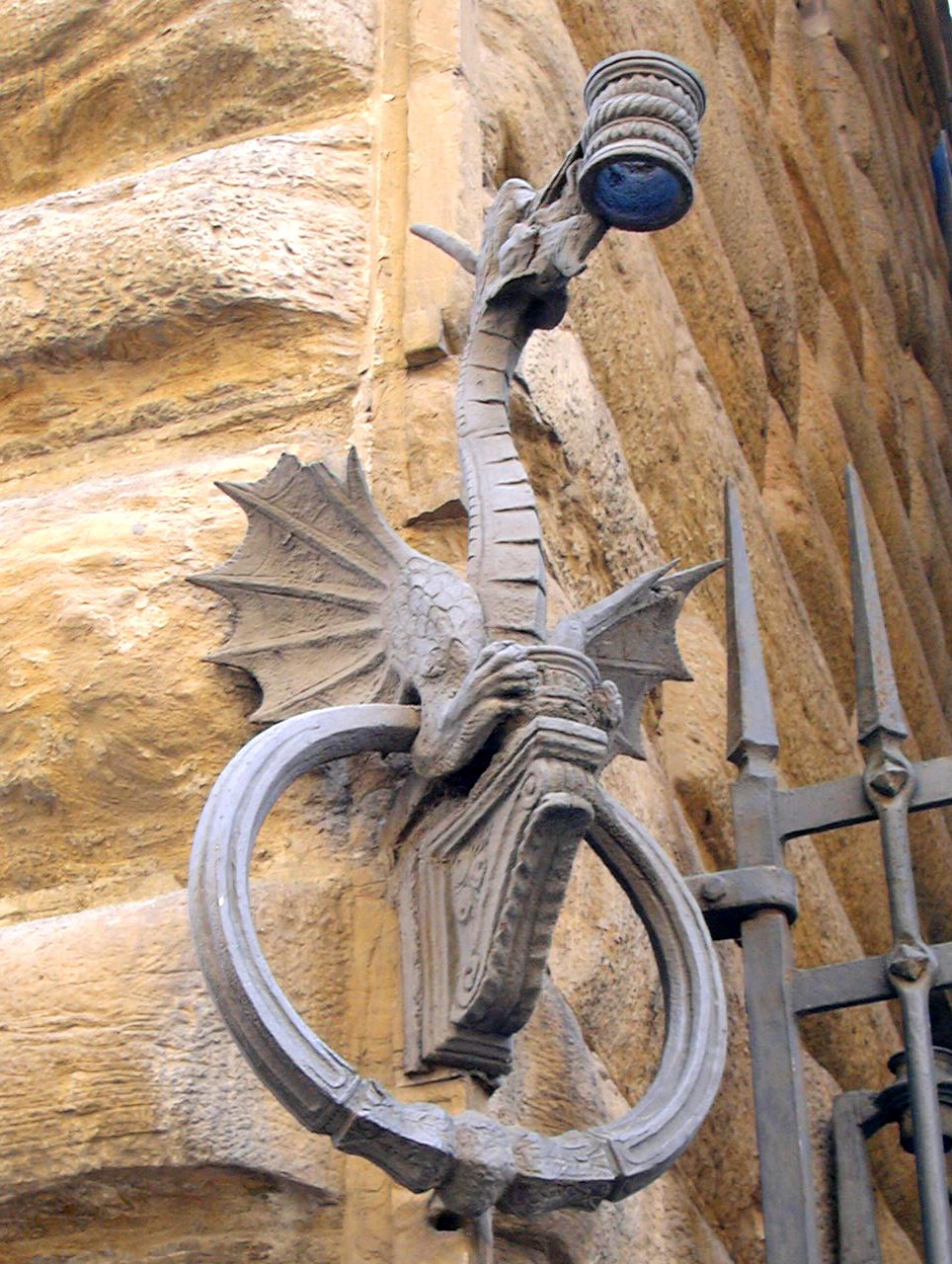
Candelabro de hierro forjado decorado con un dragón.
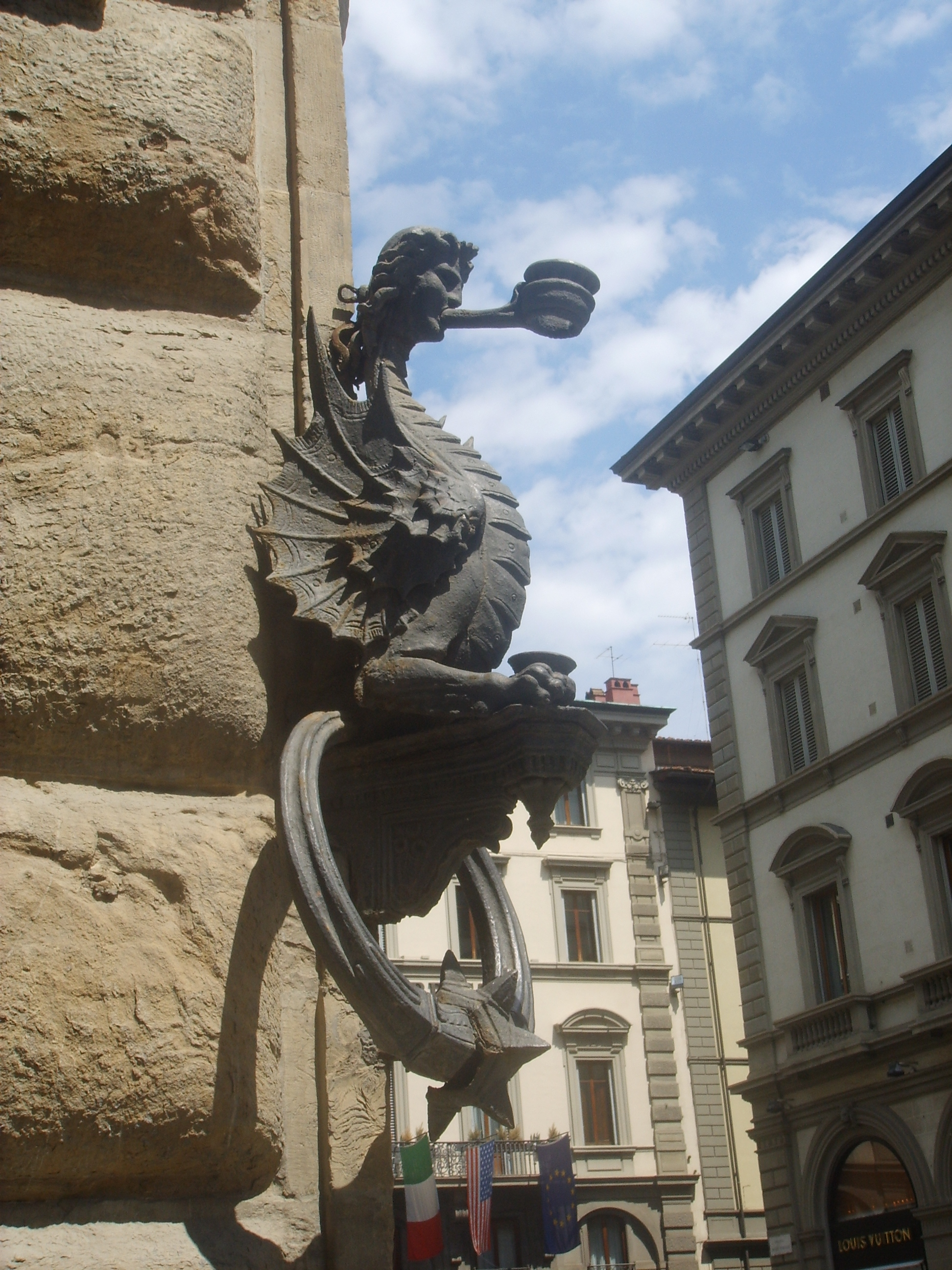
Candelabro de hierro forjado decorado con una figura mitológica.